# De um Lado a Outro
De um Lado a Outro é o segundo álbum de estúdio do cantor PG, lançado em 2006. Contendo uma sonoridade baseada no metal progressivo e pop rock, a obra se destacou pela regravação de "Aclame ao Senhor", conhecida por ter sido gravada pela banda Diante do Trono. O disco rendeu a premiação de Melhor álbum de rock no Troféu Talento em 2007. Ainda trouxe a participação de André Valadão e Pregador Luo.

## Faixas
1. "Intro"
2. "A Batalha"
3. "Trono de Deus" (part. Pregador Luo)
4. "Entrega"
5. "Aclame ao Senhor"
6. "Resposta"
7. "Vou te Escutar"
8. "De um Lado a outro"
9. "Reflexão"
10. "Minha Terra"
11. "Meu Senhor"
12. "Visão de Deus"
13. "Promessas"
14. "Deus Disse Sim"
15. "Tempo Certo"

## Músicos
- PG - Vocais
- Leandro Aguiari - Guitarra
- Téo Dornellas - Guitarra
- Ney Limar - Baixo
- Johnny Mazza - Bateria
- Ed Sécolo - Teclado